# Blythe Loutit
Blythe Loutit née Pascoe, née le 14 novembre 1940 au Natal, en Afrique du Sud, et décédée le 15 juin 2005 en Namibie, est une artiste namibienne et une protectrice de la nature, membre fondateur de l'organisation Save the Rhino Trust (SRT).

## Biographie
La plus jeune de quatre enfants, elle grandit dans la ferme de ses parents dans le Natal et reçoit son enseignement à Pietermaritzburg. Inspirée par sa mère, qui était jardinier-paysagiste, Blythe travaille un certain temps comme illustrateur botanique au Botanic Research Institute d'Afrique du Sud et a rencontré Rudi Loutit, son futur mari, à la Wilderness Leadership School dans le Natal. Ils se sont mariés en 1973 et comme la guerre en Angola les empêche de s'y installer, ils optent pour la sécurité relative de la Namibie. Rudi a pris un poste au Skeleton Coast National Park, tandis que Blythe passe son temps au dessin et à la peinture. Scandalisés par le massacre des rhinocéros et des éléphants dans la zone aux mains des soldats et des braconniers de la South African Defence Force dans les années 1980, Blythe Loutit et Ina Britz forment le Namibie Wildlife Trust, suivi quelques années plus tard par le Save the Rhino Trust (SRT), qui vise à la conservation du rhinocéros et des éléphants dans la savane. Elle y travaille avec Saba Douglas-Hamilton.
Blythe demande l'aide des chefs de tribus, des médias, des mineurs, des géologues et même de soldats, et nomme des braconniers réhabilités comme garde-chasses. Elle implique les communautés villageoises, harcèle des représentants du gouvernement et met en place des programmes de tourisme. Les politiciens et les riches hommes d'affaires qui entrent en Namibie pour la chasse aux trophées sont identifiés par leur nom dans les médias. Son initiative personnelle évite la probable extinction du rhinocéros noir en Namibie et les effectifs de rhinocéros augmentent peu à peu, les informations compilées par le SRT sont largement considérées comme exhaustives et fiables. Les problèmes que Blythe Loutit a rencontrés sont similaires à ceux observés dans les années 1950 par Ian Player (en) en essayant de sauver les rhinocéros blancs.
Blythe prend une initiative radicale en décornant les rhinocéros pour leur éviter d'être chassés.
Blythe a illustré plusieurs livres sur la flore namibienne, ses paysages et sa faune, la plupart des recettes allant à la conservation des rhinocéros. Le Save the Rhino Trust a été fondé pour tenter de mettre fin à la destruction du désert d'habitation des rhinocéros noirs dans la région de Kunene (Damaraland et Kaokoland). Depuis 1982, elle a consacré tout son temps à ces projets rhino en Namibie.
Blythe Loutit meurt d'un cancer en 2005.

## Prix et distinctions
En 1986, Blythe a reçu le prix de Mérite Peter Scott de la Commission de l'Union internationale pour la conservation de la nature pour la Survie des Espèces, de concert avec son époux Rudi Loutit. Elle est lauréate également du prix Survival  pour la Conservation des Espèces en voie de disparition en 1992 et en 2001 du BBC Animal Award pour la Conservation d'une Espèce.